# 1955 en musique
| \| • Retour à la chronologie générale de la musique populaire • \| |
| XXIe siècle • XXe siècle • XIXe siècle • XVIIIe siècle XVIIe siècle • XVIe siècle • XVe siècle • XIVe siècle XIIIe siècle • XIIe siècle • XIe siècle • Xe siècle IXe siècle • VIIIe siècle • Haut Moyen Âge • Rome • Grèce |
| • Retour à la chronologie générale de la musique populaire • |

| • Retour à la chronologie générale de la musique populaire • |

| Années de la musique populaire : 1952 - 1953 - 1954 - 1955 - 1956 - 1957 - 1958    |
| Décennies de la musique populaire : 1920 - 1930 - 1940 - 1950 - 1960 - 1970 - 1980 |

Cet article présente les faits marquants de l'année 1955 en musique.

## Évènements
- Les pionniers du rock Chuck Berry, Fats Domino, Bo Diddley et Little Richard ont leur premiers succès dans les classements américains.
- 1er février : Édith Piaf à l’Olympia.
- Andre Williams devient chanteur du groupe The 5 Dollars, premier groupe de sa carrière.
- 12 février : Débuts de Boris Vian dans la chanson au cabaret des Trois-Baudets à Paris.
- Bill Haley et les Comets signent le premier tube du rock 'n' roll, Rock around the clock, qui sera no 1 trois semaines au Royaume-Uni et huit semaines aux États-Unis, grâce à sa présence dans le film Graine de violence de Richard Brooks.
- Elvis Presley signe sur le label RCA Records, et fait sa première télévision le 5 avril.
- Mai : Léo Ferré se produit en vedette à l'Olympia de Paris.
- 21 mai : Chuck Berry enregistre son premier disque, Maybellene.
- 14 septembre : Little Richard enregistre Tutti Frutti, son premier tube, pour la firme Specialty.
- Pour la première fois les ventes de 45 tours supplantent celles de 78 tours.

## Disques sortis en 1955
- Albums sortis en 1955
- Singles sortis en 1955

## Succès de l'année en France
- Les Lavandières du Portugal - Jacqueline François
- L'Homme et l'Enfant - Eddie et Tania Constantine
- Nationale 7 - Charles Trenet

## Succès internationaux de l’année
Cette liste présente, par ordre alphabétique, les trente titres ayant eu le plus de succès dans les charts internationaux en 1955.
- Al Hibbler : Unchained Melody
- Bill Haley & The Comets : Rock Around the Clock
- Bill Hayes : Ballad of Davy Crockett
- Billy Vaughn : Melody of Love
- Chuck Berry : Maybellene
- Fats Domino : Ain't That a Shame
- Fess Parker : Ballad of Davy Crockett
- Four Aces : Love is a many splendoured thing
- Four Aces : Mister Sandman
- Four Aces : Stranger in paradise
- Four Aces : Melody of Love
- Frank Sinatra : Learnin' the blues
- Frank Sinatra : Love & Marriage
- Joan Weber : Let me go Lover
- Julie London : Cry Me a River
- Les Baxter : Unchained Melody
- Little Richard : Tutti Frutti
- McGuire Sisters : Sincerely
- Mitch Miller : Yellow Rose of Texas
- Muddy Waters : Mannish Boy
- Nat King Cole : A blossom fell
- Pat Boone : Ain't That a Shame
- Perez Prado : Cherry pink & apple blossom white
- Roger Williams : Automn Leaves (Les feuilles mortes)
- Ruby Murray : Softly Softly
- Slim Whitman : Rose Marie
- Tennessee Ernie Ford : Sixteen Tons
- Tennessee Ernie Ford : Ballad of Davy Crockett
- Teresa Brewer : Let me go Lover
- The Platters : Only You (And You Alone)

## Naissances
- 4 janvier : Mark Hollis, chanteur britannique du groupe Talk Talk († 25 février 2019).
- 17 janvier : Steve Earle, musicien américain de musique country.
- 26 janvier : Eddie Van Halen, guitariste du groupe de hard-rock Van Halen († 6 octobre 2020).
- 12 février : Bill Laswell, producteur et musicien de jazz et de rock.
- 11 mars : Nina Hagen, chanteuse allemande de punk-rock.
- 31 mars : Angus Young, guitariste australien du groupe de hard-rock AC/DC.
- 12 avril : Jean-Louis Aubert, auteur-compositeur-interprète français et fondateur du groupe de rock Téléphone.
- 1er mai : Julie Pietri, chanteuse française.
- 23 mai : Mary Black, chanteuse irlandaise de folk.
- 29 mai : Mike Porcaro, bassiste du groupe de rock Toto († 15 mars 2015).
- 30 mai : Topper Headon, second batteur du groupe The Clash.
- 21 juin : Jean-Pierre Mader, chanteur français.
- 23 juin : Glenn Danzig, chanteur américain fondateur du groupe de punk-rock  The Misfits.
- 26 juillet : Mick Jones, auteur-compositeur-interprète anglais et fondateur du groupe The Clash.
- 3 septembre : Steve Jones, guitariste anglais du groupe de punk-rock Sex Pistols.
- 25 septembre : Zucchero, chanteur italien.
- 25 septembre : Steve Severin, bassiste du groupe anglais Siouxsie and the Banshees.
- 5 octobre : Caroline Loeb, chanteuse française.
- 30 novembre : Billy Idol, chanteur anglais de rock.
- 15 décembre : Paul Simonon, bassiste du groupe The Clash.

## Décès
- 12 mars : Charlie Parker, saxophoniste de jazz américain (° 29 août 1920).
- 24 mai : Sara Martin, chanteuse de blues américaine (° 18 juin 1884).